# Арена (містечко, Вісконсин)
Арена (англ. Arena) — місто (англ. town) в США, в окрузі Айова штату Вісконсин. Населення — 1486 осіб (2020).

## Демографія
Згідно з переписом 2010 року, у місті мешкало 1456 осіб у 595 домогосподарствах у складі 440 родин. Було 678 помешкань
Расовий склад населення:
| - 97,7 % — білих - 0,6 % — чорних або афроамериканців - 0,2 % — азіатів |

До двох чи більше рас належало 1,2 %. Частка іспаномовних становила 1,0 % від усіх жителів.
За віковим діапазоном населення розподілялося таким чином: 20,4 % — особи молодші 18 років, 67,2 % — особи у віці 18—64 років, 12,4 % — особи у віці 65 років та старші. Медіана віку мешканця становила 47,0 року. На 100 осіб жіночої статі у місті припадало 108,9 чоловіків;  на 100 жінок у віці від 18 років та старших — 104,8 чоловіків також старших 18 років.
Середній дохід на одне домашнє господарство  становив 75 265 доларів США (медіана — 60 000), а середній дохід на одну сім'ю — 88 512 долари (медіана — 73 259). Медіана доходів становила 50 066 доларів для чоловіків та 37 422 долари для жінок. За межею бідності перебувало 10,3 % осіб, у тому числі 12,2 % дітей у віці до 18 років та 8,1 % осіб у віці 65 років та старших.
Цивільне працевлаштоване населення становило 776 осіб. Основні галузі зайнятості: виробництво — 14,9 %, освіта, охорона здоров'я та соціальна допомога — 14,9 %, будівництво — 14,0 %.